# 카스텔라차라
카스텔라차라(이탈리아어: Castell'Azzara)는 이탈리아 토스카나주 그로세토도에 있는 코무네다. 피렌체에서 남동쪽으로 120 km, 그로세토에서 동쪽으로 50km 거리에 있다.
몬테 아미아타의 산비탈에 위치해 있고, 중요한 진사 생산지이기도 하다. 알도브란데스키 가문의 지배를 받다가 그 후 1624년까지 스포르차 가문의 산타피오라국의 영토로 있었다.